# Kryte
Kryte, česky dříve Fedeléšňa, ukrajinsky Крите, dříve Феделешивці, rusínsky Феделешовци, maďarsky Fedelesfalva, je osada obce Puzňakivci, v Kolčynské územní komunitě (ukrajinsky Кольчинська селищна громада), v okrese Mukačevo, v Zakarpatské oblasti Ukrajiny. Žije zde 346 obyvatel.

## Historie
Před uzavřením Trianonské smlouvy byla ves součástí Uherska. Poté se stala součástí první československé republiky, přičemž příslušný obecní notariát byl v Nových Klenovcích. Od 15. dubna 1939 byla ves součástí samostatného státu Karpatská Ukrajina; o několik dní později bylo Zakarpatí obsazeno maďarskými vojsky. Od roku 1945 byla součástí Ukrajinské sovětské socialistické republiky, která byla součástí SSSR. Od roku 1991 je součástí samostatné Ukrajiny.